# Zhu od Xije
Kralj Zhu (杼) bio je rani kineski vladar iz dinastije Xije, sedmi po redu iz te dinastije. Bio je sin i nasljednik kralja Shao Kanga te kraljice koja je bila kći poglavice jednog sjevernog plemena.
O ovom se kralju jako malo zna. Isprva je živio u gradu Yuanu (danas Jiyuan), ali se poslije preselio u Laoqiu (Kaifeng).
Umro je u 17. god. vladavine te ga je naslijedio sin Huai.